# Schmiedrued
Schmiedrued é uma comuna da Suíça, no Cantão Argóvia, com cerca de 1.218 habitantes. Estende-se por uma área de 8,65 km², de densidade populacional de 141 hab/km². Confina com as seguintes comunas: Gontenschwil, Kirchleerau, Moosleerau, Oberkulm, Rickenbach (LU), Schlierbach (LU), Schlossrued, Triengen (LU).
A língua oficial nesta comuna é o Alemão.